# Mark Watson
Pour les articles homonymes, voir Mark Watson (homonymie) et Watson.
Mark Watson, né le 8 septembre 1970 à Vancouver au Canada, est un joueur international canadien de soccer, qui joue au poste de défenseur avant de se reconvertir en entraîneur.

## Biographie

### Carrière internationale
Mark Watson est convoqué pour la première fois par le sélectionneur national Tony Waiters pour un match amical face aux États-Unis le 16 mars 1991 (défaite 2-0). Le 31 juillet 1993, il marque son premier but en équipe du Canada lors d'un match des éliminatoires de la Coupe du monde 1994 face à l'Australie (victoire 2-1).
Il a disputé une Coupe des confédérations (en 2001). Il a également participé à trois Gold Cup (en 1991, 1993 et 2000).
Il compte 78 sélections et 3 buts avec l'équipe du Canada entre 1991 et 2004.

## Palmarès

### En sélection
- Vainqueur de la Gold Cup en 2000

### Distinctions personnelles
- Footballeur canadien de l'année en 1997

## Statistiques

### Buts en sélection
Le tableau suivant liste tous les buts inscrits par Mark Watson avec l'équipe du Canada.